# Kristina Barrois
Kristina Barrois (ur. 30 września 1981 w Ottweiler) – niemiecka tenisistka, reprezentantka Niemiec w Pucharze Federacji.

## Kariera tenisowa
Jej głównym trenerem jest Andreas Spaniol, natomiast trenerem kondycyjnym jest były niemiecki piłkarz Bernd Franke. 14 grudnia zdobyła mistrzostwo Niemiec w tenisie ziemnym wygrywając w finale z Lydią Steinbach 7:6, 6:1. Jej największym osiągnięciem w Wielkim Szlemie jest ćwierćfinał debla na Wimbledonie 2009. W 1. rundzie Australian Open 2010 pokonała reprezentantkę Uzbekistanu Akgul Amanmuradovą 6:0, 7:6 (6), natomiast w 2. rundzie tegoż turnieju nie sprostała rozstawionej z numerem 13. reprezentantce gospodarzy Samancie Stosur, przegrywając z nią 5:7, 3:6. Po zdobyciu pierwszego tytułu WTA w grze deblowej ogłosiła zakończenie kariery.

## Finały turniejów WTA
| Legenda                     | Legenda |
| --------------------------- | ------- |
| Wielki Szlem                |         |
| Igrzyska olimpijskie        |         |
| WTA Tour Championships      |         |
| 2009 – 2020                 |         |
| WTA Premier Mandatory       |         |
| WTA Premier 5               |         |
| WTA Premier                 |         |
| WTA International Series    |         |
| WTA 125K series (2012–2020) |         |

### Gra pojedyncza
| Końcowy wynik | Nr | Data             | Turniej   | Nawierzchnia | Przeciwniczka           | Wynik finału |
| ------------- | -- | ---------------- | --------- | ------------ | ----------------------- | ------------ |
| Finalistka    | 1. | 22 maja 2010     | Strasburg | Ceglana      | Marija Szarapowa        | 5:7, 1:6     |
| Finalistka    | 2. | 30 kwietnia 2011 | Estoril   | Ceglana      | Anabel Medina Garrigues | 1:6, 2:6     |

### Gra podwójna
| Końcowy wynik | Nr | Data                 | Turniej     | Nawierzchnia   | Partnerka        | Przeciwniczki                      | Wynik finału   |
| ------------- | -- | -------------------- | ----------- | -------------- | ---------------- | ---------------------------------- | -------------- |
| Finalistka    | 1. | 24 kwietnia 2011     | Stuttgart   | Ceglana (hala) | Jasmin Wöhr      | Sabine Lisicki Samantha Stosur     | 1:6, 6:7(5)    |
| Finalistka    | 2. | 21 lipca 2013        | Bad Gastein | Ceglana        | Eleni Daniilidu  | Sandra Klemenschits Andreja Klepač | 1:6, 4:6       |
| Finalistka    | 3. | 20 października 2013 | Luksemburg  | Twarda (hala)  | Laura Thorpe     | Stephanie Vogt Yanina Wickmayer    | 6:7(2), 4:6    |
| Zwyciężczyni  | 1. | 18 października 2014 | Luksemburg  | Twarda (hala)  | Timea Bacsinszky | Lucie Hradecká Barbora Krejčíková  | 3:6, 6:4, 10–4 |

## Wygrane turnieje rangi ITF
| turnieje z pulą nagród 100 000 $ |
| turnieje z pulą nagród 75 000 $  |
| turnieje z pulą nagród 50 000 $  |
| turnieje z pulą nagród 25 000 $  |
| turnieje z pulą nagród 15 000 $  |
| turnieje z pulą nagród 10 000 $  |

### Gra pojedyncza
|     | Data       | Turniej             | Kat. | ($)    | Naw.     | Finalistka           | Wynik            |
| 1.  | 29/08/2004 | Bielefeld           | ITF  | 10 000 | ziemna   | Nicole Seitenbecher  | 6:4, 6:1         |
| 2.  | 23/01/2005 | Oberhaching         | ITF  | 10 000 | dywanowa | Sabine Klaschka      | 7:5, 6:4         |
| 3.  | 13/02/2005 | Montechoro          | ITF  | 10 000 | twarda   | Lisanne Balk         | 6:2, 6:2         |
| 4.  | 20/02/2005 | Biberach an der Riß | ITF  | 10 000 | twarda   | Lucie Hradecká       | 7:5, 6:4         |
| 5.  | 13/03/2005 | Sunderland          | ITF  | 10 000 | twarda   | Anett Kaasik         | 7:6(2), 6:3      |
| 6.  | 31/07/2005 | Horb am Neckar      | ITF  | 10 000 | ziemna   | Andrea Hlaváčková    | 7:5, 6:3         |
| 7.  | 25/09/2005 | Glasgow             | ITF  | 25 000 | twarda   | Gréta Arn            | 6:3, 3:6, 6:4    |
| 8.  | 09/10/2005 | Nantes              | ITF  | 25 000 | twarda   | Alberta Brianti      | 6:4, 6:2         |
| 9.  | 05/02/2006 | Belfort             | ITF  | 25 000 | twarda   | Kirsten Flipkens     | 6:2, 3:6, 7:6(6) |
| 10. | 26/02/2006 | Biberach an der Riß | ITF  | 25 000 | twarda   | Tatjana Malek        | 6:4, 5:7, 7:6(5) |
| 11. | 29/03/2008 | La Palma            | ITF  | 25 000 | twarda   | Mervana Jugić-Salkić | 5:1 krecz        |
| 12. | 06/04/2008 | Hamburg             | ITF  | 25 000 | dywanowa | Ana Vrljić           | 6:2, krecz       |
| 13. | 07/09/2008 | Denain              | ITF  | 75 000 | ziemna   | Kinnie Laisne        | 6:2, 6:4         |
| 14. | 07/04/2013 | Dijon               | ITF  | 15 000 | twarda   | Elica Kostowa        | 6:3, 7:5         |
| 15. | 25/08/2013 | Brunszwik           | ITF  | 15 000 | ziemna   | Myrtille Georges     | 4:6, 6<2, 6:3    |